# Dlouhý Újezd
Dlouhý Újezd (niem. Langendörflas) – miejscowość i gmina (obec) w Czechach, w kraju pilzneńskim, w powiecie Tachov. W 2022 roku liczyła 392 mieszkańców.